# ブライアン・ショウ
ブライアン・キース・ショウ（Brian Keith Shaw, 1966年3月22日 - ）は、アメリカ合衆国の元バスケットボール選手。北米男子プロバスケットボールNBAのロサンゼルス・クリッパーズのアシスタントコーチを務めている。カリフォルニア州オークランド出身。身長198cm、体重86kg。

## 選手時代
セイントメリー大学とカリフォルニア大学サンタバーバラ校でプレーした後、1985年 1巡目24位でボストン・セルティックスより指名を受けNBAプレーヤーとなった。1シーズンをセルティックスで過ごした後、翌年1年間はイタリアのプロリーグでプレーし、1990年再びセルティックスでプレーした。その後6チームを渡り歩いたが1999年にシーズンにフィル・ジャクソン率いるロサンゼルス・レイカーズに入団すると落ち着き、レイカーズ黄金期の選手として3度の優勝を3連覇で果たした後、2003年に4連覇をサンアントニオ・スパーズに阻まれたシーズンを最後に引退した。更にレイカーズでアシスタントコーチとして2度の優勝を連覇で果たした。NBA通算成績は、943試合に出場し、6,547得点、3,183リバウンド、3,918アシストを記録している。1986年のFIBA世界選手権スペイン大会にナショナルチームの一員として参加し金メダルを獲得している。

## コーチ時代
2005年からロサンゼルス・レイカーズのフィル・ジャクソンの下で2011年までアシスタントコーチを務め、2度の優勝を連覇で果たした。2011-2011年から2シーズンをフランク・ヴォーゲルヘッドコーチの下でインディアナ・ペイサーズのアシスタントコーチを務め、2013年デンバー・ナゲッツのヘッドコーチにジョージ・カールの後任として就任した。ヘッドコーチとしての初シーズンは、主要メンバーの故障などに悩まされ、10年間継続していたプレーオフ進出を逃し、2014-2015シーズンも振るわず、2015年3月3日に解任された。
2016年5月21日、ロサンゼルス・レイカーズのアシスタントコーチに復帰した。
2020年6月10日、NBAGリーグ・イグナイトのヘッドコーチに就任した。
2021年9月24日、ロサンゼルス・クリッパーズのアシスタントコーチに就任した。